# كأس القارات لكرة السلة 2016
كأس القارات لكرة السلة 2016 هو الموسم 25 من كأس القارات لكرة السلة. أشرف على تنظيمه الاتحاد الدولي لكرة السلة، وفاز فيه نادي جاورس دي لارا لكرة السلة.